# Narges Abyar
Narges Abyar (en persa: نرگس آبیار‎, nacida el 8 de agosto de 1970 en Teherán, Irán) es una directora de cine, autora y guionista iraní, conocida por dirigir las películas Track 143, Breath y When The Moon Was Full. Track 143 es una adaptación de su novela titulada The Third Eye que narra la historia de una mujer y su hijo durante la guerra. Sus películas muestran con sensibilidad los sufrimientos de mujeres y niños causados por la sociedad, la guerra o el radicalismo.   

## Biografía
Se graduó en literatura persa; comenzó a escribir libros en 1997. Ha escrito más de treinta libros de cuentos y ficción para niños, jóvenes y adultos. Comenzó su carrera como directora con la película Los objetos en el espejo están más cerca de lo que aparecen en 2005 y algunos cortometrajes y documentales, la mayoría de ellos sobre la guerra Irán-Irak.
Aunque ha escrito cuatro películas dramáticas, y también desde 2005 ha realizado varios documentales cortos y largometrajes, su primera experiencia fue el documental de ficción "The Kind Dead-End"; ganador del mejor cortometraje del Festival Setayesh y también presentado en varios festivales internacionales para la sección de la competencia. 

## Vida personal
Abyar está casada con el productor de cine Mohammad Hossein Ghasemi.

## Filmografía

### Películas
- Track 143
- Objects in Mirror
- Breath ( Nafas 2015)

- When the Moon Was Full (2019)

### Documentales
- "The Kind Dead-End"; (ficción-15min-2006)
- The story of a believable story (ficción 2007)
- One day after the 10th day (ganador del mejor documental del Festival Egipcio Ismaili - Gran Premio del Festival Batoum en Georgia - Premio al éxito cinematográfico para el Festival AZA en Grecia - Diploma de honor del Festival Iguana en Italia - El mejor documental del concurso de imagen de Ashura y participar en los treinta y cinco festivales mundiales.[8][9]
- The Day of the End (Documental 2008) (El mejor documental del Festival de cine semi-largo de cine Verite- Premio al mejor documental para el Festival Ashura Art Mourning)
- Mother of the city (documental 2008) (Premio a la mejor película y mejor guion semi-largo del Festival Yazd Sacrificial)
- Ulcer, (Nasur); (ficción 2009); (Mejor Festival de Cortometrajes del Festival de la Defensa Sagrada - El Mejor Festival de Cine por Tres Décadas de Presencia - Asistiendo al Festival Plant Focus de Grecia y Daca, Bangladés)
- Shirpooshan, (documental 2010); (nominado al Premio al Mejor Documental para el Festival Grand Ave en Polonia)

## Libros
Entre sus novelas están:
- “Mountain on the shoulder of the tree (Kooh rooye shaneh-haye Derakht)” ;(Ganadora del Best Sacred Defense 2004)
- “A Boy with insatiable worms on his body (Pesar-e Kerm be Doosh & Khandagh-e balaa”); Premio Literario del Isfahán & Selected Top Book Festival
- “Third Eye”; Nominado a Best Sacred Defense 2006 Novel
- “The Legend of A Skinny Spring”; Ganadora del Nobel Prize of Salambacheha & Winner of the Literary Writers
- “It was neither a day nor night (na shab bood na rooz)”; Lady Cultural Literary Award
- “The Poems of a sky-clad fish”; Seleccionada en el Top Book Festival
- “Story of Two Fives”; Seleccionada en el Top Book Festival
- “ The Agitated Existence of a prosperous

When the Moon Was Full es una película dramática iraní de 2019 escrita y dirigida por Narges Abyar. Narra la historia real del matrimonio de Abdolhamid Rigi. Esta película fue producida por Mohammad Hossein Qassemi y ganó el Crystal Simorgh por la mejor película en el festival de cine Fajr. Además, la película también fue premiada con el Crystal Simorgh al mejor director para Narges Abyar.